# Византийски пентаполис
Вижте пояснителната страница за други значения на пентаполис.
Във Византийска Италия Херцогство Пентаполис (на италиански: Ducato di Pentapoli) е военен окръг между Романя, Марке и Умбрия, управляван от херцог (дук), назначен от и под властта на Равенския екзарх (584 – 751). В действителност херцогството включва два пентаполиса (от гръцки πεντάπολις, „пет града“): морски, включващ градовете Римини, Пезаро, Анкона, Сенигалия и Фано, и вътрешен или планински, включващ градовете Губио, Кали, Урбино, Фосомброне и Йези. Поради тази причина херцогството понякога се нарича „Двоен пентаполис" или „Декаполис“.

## Морски пентаполис
Тази област включва териториите на пет важни епископски града: Римини, Пезаро, Анкона, Сенигалия и Фано. Първоначално е подчинен на управлението на екзарха на Равена. По-късно получава известна автономия. Днес териториите на пентаполиса са включени в Романя и в Марке.
При учредяването си граничи на север с централното ядро на Равенския екзархат, управлявано пряко от екзарха. Границата е течението на река Марекия. Други граници са на изток Адриатическо море, на запад, по протежение на Апенинския хребет, Херцогство Тусция (създадено от лангобардите през 570 г.), на югозапад Византийският коридор, който е планинският пояс от византийски територии, свързващ Равена с Рим, и на юг, по коритото на река Миско (сега Музоне), Херцогство Сполето, създадено от лангобардите през 570 г.
Морският пентаполис вероятно се простира във вътрешността на Апенините, а може би и отвъд. Най-южният му град е Хумана (Нумана) на северния бряг на река Миско. Според една хипотеза столицата на пентаполиса е Римини. Дукът е едновременно гражданска и военна власт.

## Вътрешен или планински пентаполис
Вътрешният пентаполис, понякога наричан „планински“, се състои от епископските градове Губио, Кали, Урбино, Фосомброне и Йези, от които Кали и Форсиноне са разположени по протежение на консулския път Виа Фламиния, т.е. северната част на т. нар. Византийски коридор – ивицата земя, която свързва Равена с Рим, двата главни града на Равенския екзархат. Няколко съвременни учени идентифицират този пентаполис, който съставлява вътрешната част на Херцогство Пентаполис и е плътно укрепена, с Provincia castellorum, засвидетелствана от Равенската космография.

## История
Съвременната историография смята, че Херцогство Пентаполис е създадено по същото време като Равенския екзархат около 584 г. или най-много няколко години по-късно, макар че съвременните източници (като Грегорианският епистоларий) не го споменават изрично, удостоверявайки най-много присъствието на постоянен дук в Римини, започвайки от 591 г.: смята се, че територията под негова юрисдикция, наречена „Пентаполис“ от по-късни източници, включва също вътрешните градове Урбино, Фосомброне, Йези, Кали и Губио. През 598 г. магистър милитум Бахан, който вероятно трябва да бъде идентифициран с херцога на Пентаполис, нахлува в лангобардско Пичено, като стига в завоеванията си до Озимо, преди неговото настъпление да бъде спряно от лангобардите на Сполето, водени от херцог Ариулф, близо до Камерино.
Първото изрично споменаване на Пентаполис в съвременни източници е през 649 г. в писмото на Мавър, архиепископ на Равена, до папа Мартин I относно спора за монотелитството. Актовете на събора от 680 г. свидетелстват, че Римини, Пезаро, Фано, Нумана, Озимо и Анкона са били част от „Провинция Пентаполис“ (provinciae Pentapolim). Първото споменаване на Херцогство Пентаполис е в биографията на папа Сергий I в „Книга на папите“, където се посочва, че през 692 г., след като чува, че император Юстиниан II е изпратил протоспатарий Захарий в Италия със заповед да депортира папата в Константинопол, за да го накаже за неодобрението на решенията, приети на Трулския събор, войските на Херцогство Пентаполис (ducatus etiam Pentapolitani), заедно с войниците на Равена и съседните територии, поемат защитата на папа Сергий I, като тръгват към Рим. По този начин Захарий не успява да изпълни мисията, като трябва да моли за защита на папата срещу въстаналите армии.
В някои източници от 8 век, като Liber Pontificalis (което в биографията на папа Захарий I използва изразът utrarumque Pentapolim) и писмо от папа Адриан I до Карл Велики от ноември 775 г. (където се използва изразът utrarumque Pentapoleos), се заявява, че пентаполисите са два. „Декаполис“ (decapolim), застрашен от лангобардите, се споменава в писмо от папа Григорий II до император Лъв III Исавър. Въз основа на тези източници учените понякога използват термина „двоен пентаполис“ или „декаполис“, за да обозначат херцогството като цяло, като правят разграничение между морския пентаполис (състоящ се от петте града Римини, Пезаро, Анкона, Сенигалия и Фано) и вътрешния или планинския пентаполис (състоящ се от петте града Губио, Кали, Урбино, Фосомброне и Йези).
И двете провинции са завладени от лангобардите между 727 и 729 г. През 742 г. крал Лиутпранд сключва споразумения с папа Захарий, като се съгласява да отстъпи част от териториите. Но неговият приемник Айзтулф подновява експанзионистичната политика. След това папа Стефан II решава да повика на помощ Пипин III Къси, майордом на двореца на краля на франките. Коронясан като крал, през 754 г. Пипин слиза в Италия за първи път, побеждава лангобардите в битка и принуждава крал Айзтулф да предаде всички завладени територии. Впоследствие кралят на франките предава тези територии на папата (Дар на Пипин), което формира, заедно с Римското херцогство, зараждащата се Папска държава.